# Élan Sportif Chalonnais
L'Èlan Sportif Chalonnais és un club francès de bàsquet de la ciutat de Chalon-sur-Saône.

## Història
El club nasqué l'any 1970. Ha jugat al pavelló de la "Maisons des Sports" fins al 2001, en què es traslladà al Colisée, amb capacitat per a 5000 espectadors.

## Palmarès
- 2 Lligues franceses de bàsquet: 2012, 2017.[1]
- 2 Copes franceses de bàsquet: 2011, 2012.
- Semaine des As: 2012
- A més, fou finalista de la Recopa d'Europa de bàsquet l'any 2001.
- A més, fou finalista de la FIBA EuroChallenge: 2012
- A més, fou finalista de la Copa Europea de la FIBA: 2017
- A més, fou finalista de la Supercopa de França : 2012, 2013, 2017
- Campió de tercer división franceses (Nacional 2) : 1994
- Campió de tercer división franceses (Nacional 3) : 1978
- Campió de cinqué división franceses (Nacional 4) : 1989

## Jugadors històrics
- Mickaël Gelabale
- Keith Gatlin
- Thabo Sefolosha
- Udonis Haslem
- Will Mc Donald
- Mamoutou Diarra
- Stephane Ostrowski
- John Best
- Charles Pittman
- Blake Schilb
- Steed Tchicamboud
- Moustapha Fall
- John Roberson
- Cameron Clark

## Entrenadors històrics
- Philippe Hervé
- Gregor Beugnot
- Jean-Denys Choulet

## Dirigents històrics
- Dominique Juillot